# Челза (Савона)
Челза је насеље у Италији у округу Савона, региону Лигурија.
Према процени из 2011. у насељу је живело 39 становника. Насеље се налази на надморској висини од 199 м.